# Gothawagen

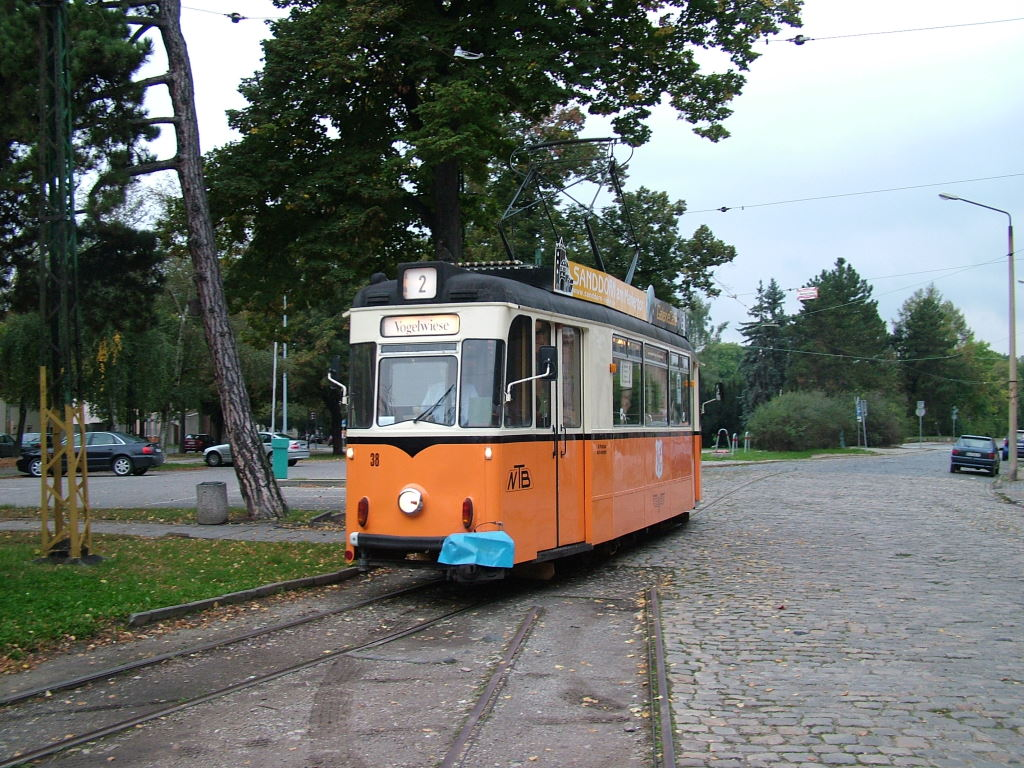
Gothawagen in Naumburg (Saale)

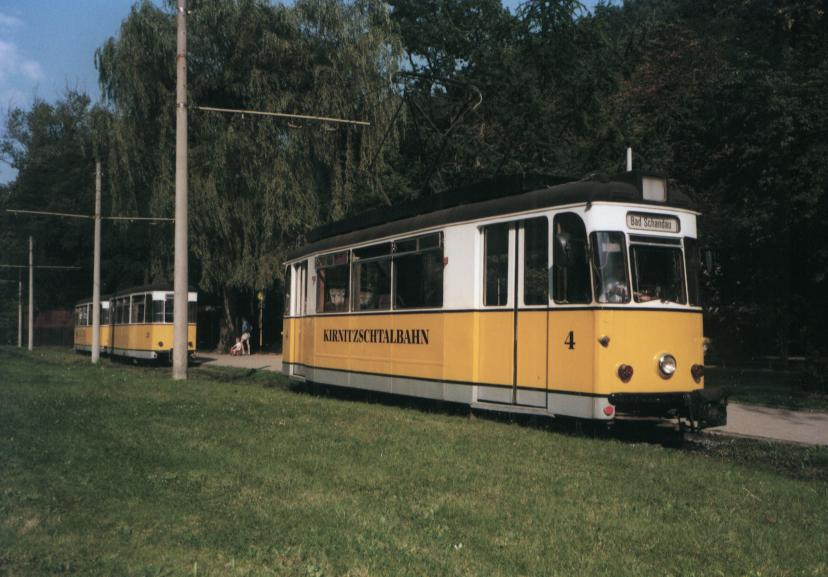
Gothawagen auf der Kirnitzschtalbahn

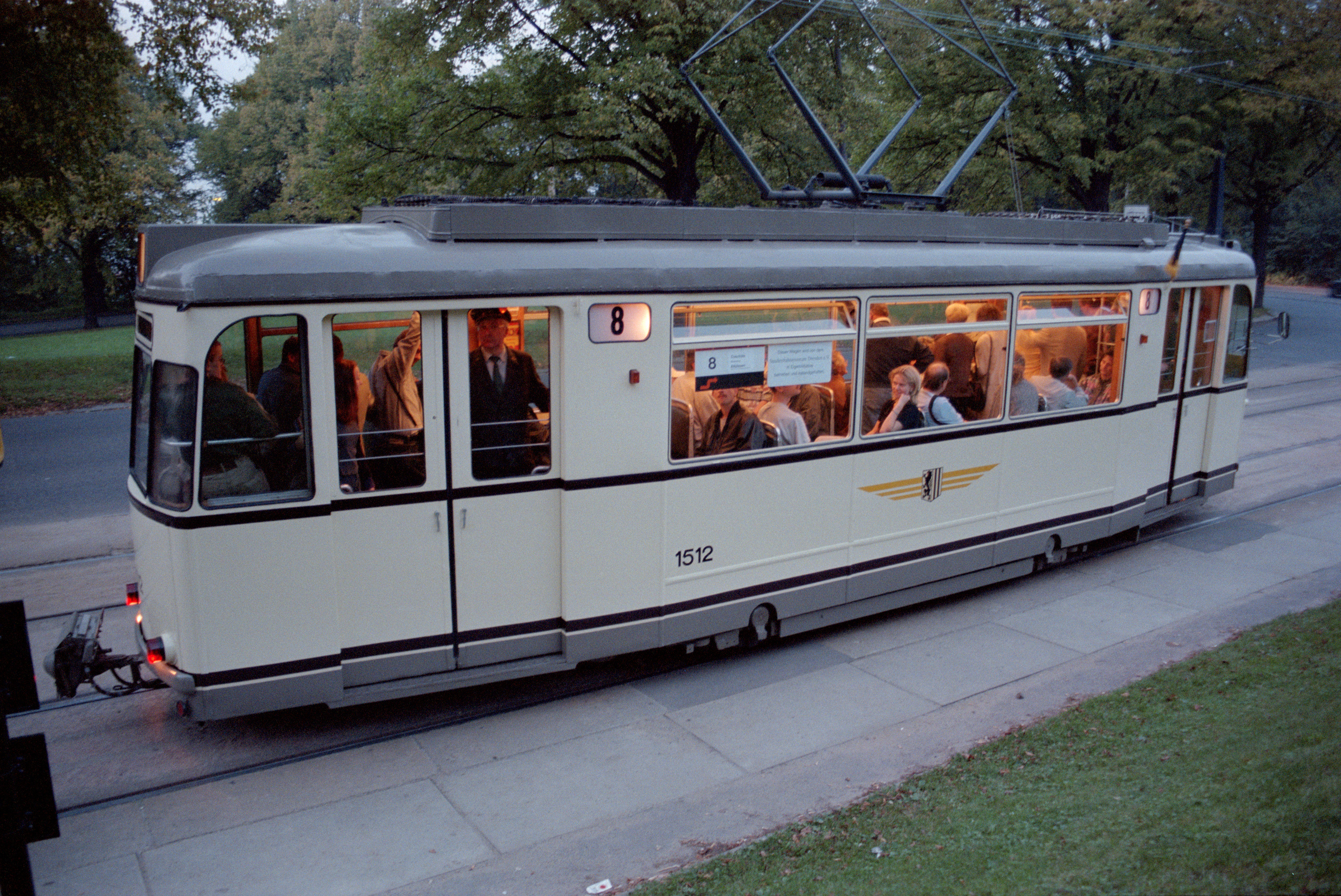
Historischer Gothawagen in Dresden

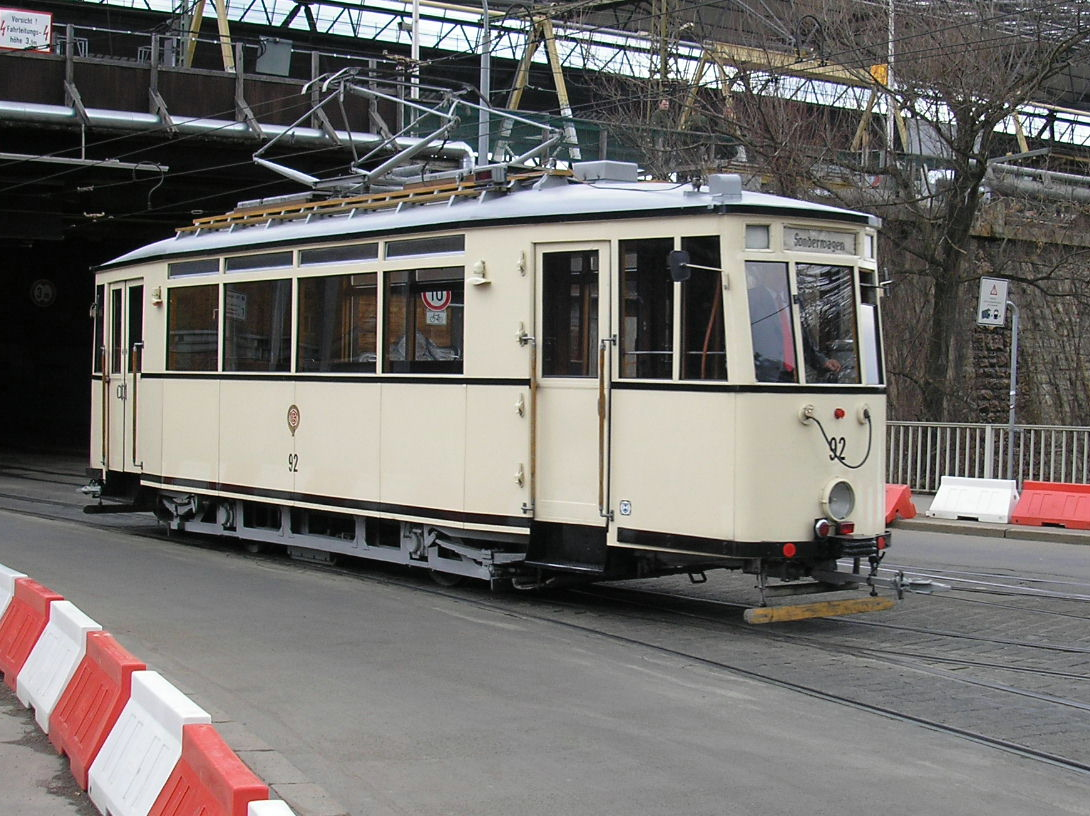
Vorgänger des Gothawagens, ein Erfurter Standardwagen von 1938

Gothawagen werden die von 1957 bis 1967 vom VEB Waggonbau Gotha (ehemals Waggonfabrik Gotha) konstruierten und dort produzierten Einheitsstraßenbahnwagen der DDR genannt.

## Geschichte
Die Konstruktion und das Design lehnen sich an Fahrzeuge für Erfurt aus dem Jahr 1936 und den in den Ende der 1930er Jahre geplanten zweiachsigen Einheitsstraßenbahnwagen an. Teilweise wurden auch Bauteile aus den LOWA-Wagen des Typs ET 54 aus der Waggonfabrik Werdau verwendet. Diese wurden ab 1954 ebenfalls in Gotha gefertigt.
Die Typenreihe reichte von den T 57 bis zu den Typen T2-62 bzw. G-4-65-Gelenkwagen. Letztere entstanden nach einem Vorbild ähnlicher Wagen von Credé in Kassel. Die Fahrzeuge bekamen Einheitsfahrschalter, später unterflur angeordnet, und zwei 60-kW-Motoren in Reihen-/Parallelschaltung mit Shunt, Schienenbremsen mit Frischstromrelais, Ratschenhandbremsen, eine Kleinspannungsanlage (24 V) mit Umformer und üblicherweise Scharfenbergkupplungen. Trotz des gegenüber vierachsigen Drehgestellfahrzeugen unruhigeren Laufs und der deutlich hörbaren „Kurvengeräusche“ waren die Fahrzeuge wegen ihrer Robustheit und guten Bedienbarkeit bei Personal und Fahrgästen beliebt.
Ab 1966 durften in der DDR keine neuen Straßenbahnen gebaut werden, sondern mussten aus der damaligen Tschechoslowakei importiert werden. Da man anfangs keine Fahrzeuge für den Einsatz in der DDR zur Verfügung stellen konnte, wurden durch ČKD Tatra die Gothawagen unter der Bezeichnung T2D/B2D weiterproduziert. Da die gelieferten Mengen nicht ausreichten und auch Zweirichtungswagen gebraucht wurden, wurden in der Folge die für Berlin entwickelten Rekowagen des Reichsbahnausbesserungswerks Berlin-Schöneweide auch an andere Straßenbahnbetriebe der DDR geliefert.
Gothawagen waren in der DDR und der Sowjetunion im Einsatz. In einigen der Nachfolgestaaten sind sie es immer noch, wurden jedoch auch weiterverkauft. In der DDR wurden die Fahrzeuge schrittweise ab 1975 zu Gunsten von Tatra-Straßenbahnen ausgesondert. Letzte Einsätze im Linienbetrieb großer Straßenbahnbetriebe gab es 2003. In Deutschland sind Gothawagen noch bei der Kirnitzschtalbahn in Bad Schandau und bei der Naumburger Straßenbahn im täglichen Einsatz. In Jewpatorija (Ukraine), auf der Linie T3 in Istanbul und in Bursa (Türkei) fahren die Wagen heute noch.

## Typen (Werksbezeichnungen)

### Bezeichnungssystem
Ab 1957 setzten sich die Bezeichnungen zunächst aus dem Buchstaben T für Triebwagen oder B für Beiwagen und den letzten beiden Ziffern des vorgesehenen ersten Baujahrs zusammen. Bei Einrichtungswagen wurde ein E angefügt, wohingegen Zweirichtungswagen nicht gesondert gekennzeichnet wurden. Sonderausführungen erhielten eine aus einer Kurzform des Bestellers und den letzten zwei Ziffern des ersten Baujahrs zusammengesetzte Bezeichnung. Eine ab 1957 gebaute Triebwagen-Sonderausführung für die Straßenbahn Erfurt hieß beispielsweise „Erfurt 57“.
Ab 1960 erfolgte der Übergang auf ein neues Bezeichnungssystem. Neben T und B wurde für die neuen Gelenktriebwagen der Buchstabe G eingeführt, der im Gegensatz zu anderen Bezeichnungssystemen nicht durch das T ergänzt wurde, sondern allein stand. Nach dem Buchstaben folgte nun zuerst die Anzahl der Radsätze und erst danach, durch einen Viertelgeviertstrich getrennt die Angabe der letzten zwei Ziffern des geplanten Erstbaujahrs. Weil fast nur noch Einrichtungswagen gebaut wurden, entfiel deren Kennzeichnung. Ab 1964 wurde das System um eine Kennzeichnung der Ausführungsvariante ergänzt. Dazu wurden ganz am Ende, getrennt durch einen Schrägstrich, die letzten zwei Ziffern des ersten Baujahrs der Ausführungsvariante angefügt.
Varianten für den Export in die Sowjetunion wurde außerdem das Kürzel SU angefügt.

### Zweiachser
- T57, B57, T57SU, B57SU, T57E und B57E mit Sonderausführungen Gotha 57, Erfurt 57, Halle 57 und Leipzig 57
- T59, B59, T59E, B59E, T2-60 und B2-60 mit Sonderausführungen Berlin 59 und Leipzig 59
- T2-61, B2-61, T2-61SU und B2-61SU
- T2-62, B2-62, T2-62SU, B2-62SU, T2-62/65, B2-62/65, T2D und B2D mit Sonderausführung Gotha 63

### Gelenktriebwagen
- G4-61, G4-61/64 und G4-61SU
- G4-65

### Großraumwagen
- B4-61
- T4-62, B4-62, T4-62/64 und B4-62/64